# Gelsemium
Genre
Classification APG III (2009)
Gelsemium est un genre de plantes dicotylédones.

## Liste d'espèces
Selon NCBI (26 août 2011) :
- Gelsemium elegans
- Gelsemium rankinii
- Gelsemium sempervirens

Selon ITIS (26 août 2011) :
- Gelsemium rankinii Small
- Gelsemium sempervirens (L.) J. St.-Hil.